# The Tales of Ba Sing Se
Las Aventuras de Ba Sing Se o Los Cuentos de Ba Sing Se es el décimo quinto episodio de la segunda temporada de la serie animada de televisión Avatar: la leyenda de Aang
Resumen rápido: Este episodio trata de las diferentes historias que viven los personajes. Primero Katara y Toph; luego Iroh; sigue Aang; pasa con Sokka; luego con Zuko y finaliza con Momo.

## Resumen del episodio

### La Aventura de Toph y Katara
El episodio comienza con el grupo de Aang arreglándose a excepción de Toph quien aún está dormida. Cuando Katara la despierta, Toph se levanta con el cabello hecho un lío y con el cuerpo cubierto de tierra (capa de tierra saludable según Toph) y dice que esta lista. así que Katara sugiere que tomen "un día de belleza" y la lleva a un spa. Ella acepta con la condición de que no toquen sus pies. Aun así, le hacen la pedicura y lanza a una asistente del spa a través de un pared. Después las chicas toman un baño de lodo. Toph utiliza tierra control para hacer caras espeluznantes con el lodo y asusta a otra asistente del spa. Por último, se relajan en el sauna.
Cuando salen del Spa maquilladas, tres chicas mayores se burlan del maquillaje de Toph, haciendo que se sienta mal. Katara trata de animar a Toph mientras las chicas mayores siguen burlándose. Toph les sigue el juego a las chicas mayores, y las tira al río haciendo un agujero debajo de ellas. Katara les da el tiro de gracia y las avienta río abajo. Toph dice que las ventajas de ser ciega es que no tiene que preocuparse por su apariencia o por la aprobación de los demás porque ella sabe quién es, pero aun así, esas burlas la hieren y derrama algunas lágrimas. Katara le dice que la admira porque es fuerte y tiene confianza en sí misma, además de que es muy bonita. Toph expresa que le gustaría devolverle el cumplido pero no sabe cómo luce. Katara simplemente ríe. Toph le da un golpe amistoso en el brazo a Katara.

### La Aventura de Iroh
Comienza en la mañana con Iroh comprando una canasta. El vendedor le sugiere que mejor compre una canasta labrada para un picknic romántico. Iroh le dice que no la necesita para eso pero que si es para una ocasión especial. 
Tiempo después, Iroh se encontraba en un puesto de música cuando escucho a un niño llorar, y con un instrumento de cuerdas canta una canción haciendo que el niño sonría. 
De camino a su casa Iroh ve a unos niños jugando una especie de fútbol con tierra control. Esos niños rompen una ventana y Iroh le dice que es mejor admitir los errores cuando suceden y buscar la manera de restaurar el honor. Pero cuando un hombre muy grande y muy enojado se asoma por la ventana, les dice que está bien correr por esa vez y todos huyen.
Una vez lejos de ese lugar un hombre trata de asaltar a Iroh pero en vez de que Iroh le vea como una amenaza le produce lastima por la débil pose que adopta. Iroh le dice que con esa pose tan pobre está desbalanceado y que puede ser derribado fácilmente. Y se lo demuestra. Además le ayuda a conseguir una pose para que al menos se vea más amenazante. Pero para Iroh el hombre no parece del tipo criminal y este le dice que está confundido. Iroh cree que el puede ser un buen masajista. El hombre le dice que nunca antes habían creído en él. "Porque, si lo mejor es creer en un mismo, una pequeña ayuda de otros puede ser una gran bendición" dice Iroh al hombre mientras toman el té.
En el atardecer, Iroh va a una colina que está cerca de la ciudad y monta un altar por motivo del cumpleaños de su hijo fallecido Lu Ten (quien murió en Ba Sing Se). Iroh se lamenta por no haber podido ayudarlo. Muy triste Iroh canta la canción que canto para el niño en la mañana. Al final se muestra un título que dice  En memoria de Mako" .
NOTA: Este capítulo fue dedicado a la memoria al actor Mako Iwamatsu, quien le dio voz al personaje de Iroh desde el libro Agua y lamentablemente falleció durante la producción y rodaje del libro Tierra.

### La Aventura de Aang
Aang va al zoológico de Ba Sing Se en busca de alguna pista sobre el paradero de Appa, pero lo encuentra en malas condiciones y con los animales tristes y muy hambrientos debido a que como casi no va la gente y el cuidador no tiene dinero para alimentarlos. 
Al verlos así a Aang se le ocurre la idea de que quizás podría construir un zoológico en las afueras de Ba Sing Se debido a que es un gran espacio abierto donde los animales podrían estar mejor. El cuidador solo le pregunta cómo va a hacer eso y Aang le dice que él es muy bueno con los animales.
Cuando sacan de las jaulas a los animales, estos se dispersan y empiezan a molestar a la gente, a destruir la ciudad y a comerse la comida. Como Aang no puede controlarlos, se le ocurre utilizar el silbato de Appa y todos los animales lo escucha y empiezan a seguir a Aang. 
Aang se dirige a las afueras de Ba Sing Se con los animales tras el mientras el cuidador convence a los encargados de los muros de que abran la puerta. Una vez afuera, Aang les construye unas nuevas instalaciones a los animales con tierra control. El cuidador le dice a Aang que por qué mejor no se dedica al negocio de los animales, pero después de ver que gatos y perros domésticos se encuentran en el mismo lugar de una especie de rinoceronte mandril, le dice que mejor salve personas.

### La Aventura de Sokka
En la noche, Sokka se encuentra caminando mientras practica con su boomerang y escucha a una chica recitando. Sokka se asoma por la ventana y se da cuenta de que es como una casa de poesía. De repente es golpeado por un caballo avestruz y lo avienta hacia dentro de la casa. De casualidad dice una frase bien estructurada (5, 7 y 5 sílabas en rima) y las chicas que estaban dentro ríen. A la maestra no le parece y lo llama palurdo usando la misma estructura. Sokka le responde de la misma manera y empiezan un extraño juego de insultos entreteniendo a las chicas. La maestra se retira y Sokka dice una frase pero las chicas ya no ríen. Un hombre llega y le dice que esa frase tenía demasiadas sílabas y lo hecha fuera del recinto.

### La Aventura de Zuko
Todo comienza en la tienda de te de Zuko y Iroh. Zuko cree que alguien los está siguiendo y le dice a Iroh que esa persona es una chica que sabe que son maestros fuego. Iroh dice que esa chica ha estado yendo muy seguido y que la razón es que está enamorada de Zuko. La chica paga su te y le pregunta a Zuko por su nombre y este responde que se llama Lee y que él y su tío acaban de mudarse. Ella se presenta como Jin y le pregunta que si podrían salir algún día a lo que Iroh responde que a Zuko le encantaría. Entonces Jin le dice que lo verá enfrente de la tienda al anochecer.
El anochecer llega y Zuko sale de la tienda peinado de una forma bastante extraña (su tío tardo 10 minutos en peinarlo). Jin lo ve y diciéndole que se ve lindo lo despeina. Zuko y Jin van a comer y ella le pregunta que si se sienten a gusto en Ba Sing Se y que hace para divertirse y él le dice que está bien y que nada respectivamente. De repente llega el mesero y le pregunta si el y su novia son bien atendidos y Zuko le responde que no es su novia. Jin le pregunta a Zuko que donde vivían antes de llegar y él le dice que él y su tío eran parte de un circo ambulante. 
Después de cenar Jin le dice a Zuko que quiere enseñarle su lugar favorito: La fuente de luz de fuego. Pero al llegar las luces estaban apagadas. Al ver que Jin se desilusiona Zuko le dice que cierre los ojos y no haga trampa. Jin los cierra y Zuko prende las luces con fuego control. Ella se alegra y le pregunta cómo lo hizo. Zuko no responde y cuando Jin está a punto de besarlo, él le da un cupón por un te gratis, que su tío le envió porque la considera una de sus mejores clientes. Entonces Jin le dice que también tiene un regalo para él y le dice que cierre los ojos. Cuando los cierra, Jin le besa y Zuko le devuelve el beso pero rápidamente se separa de ella, le dice que es complicado y se va. Llegando a su casa Iroh le pregunta cómo le fue, Zuko cierra la puerta de un tirón, pero segundos después la abre lentamente y responde que fue algo "Agradable" y cierra nuevamente la puerta.

### La Aventura de Momo
Este cuento empieza con el sueño de Momo donde están el y Appa volando hacia un árbol muy alto para recoger frutas. Momo recoge las frutas y le avienta algunas a Appa. De repente Appa ruge como un trueno. Momo despierta asustado y se meta al bolso de Sokka donde encuentra un mechón de Appa y se lo amarra a la pata. Al mirar hacia fuera Momo ve una sombra, cree que se trata de Appa y lo persigue solo para darse cuenta de que es una nube. Lo mismo pasa con un árbol. Momo lo extraña mucho. 
Durante su recorrido por la ciudad, Momo se detiene a tomar un poco de agua y se encuentra con tres panteras que lo persiguen hasta que llega a una multitud que ve bailar a dos monos. El dueño de los monos lo ve y le pone un sombrero para que también baile. Las panteras aun lo persiguen y cuando están a punto de atacarlo, atrapan a los cuatro. Un poco aliviado momo se acaricia el rostro con el pelo de Appa. El señor que los atrapó los lleva a una cocina y trata de venderlos. Momo se sale de su jaula y está a punto de irse, pero ve a las panteras tristes y las saca de la jaula.
Las panteras le toman cariño a Momo y una de ellas huele el pelo de Appa y se lo lleva. Momo lo persigue y la pantera deja el pelo en un hoyo que parece una pisada de Appa. Momo toma el pelo y se acorruca en el hoyo mientras empieza a llover.
- Datos: Q9087143